# Escamol
A „mexikói kaviárnak” is nevezett escamol, vagy gyakran többes számban: escamoles egy ősi mezoamerikai eredetű ételalapanyag, amely a Liometopum aniculatum nevű hangya lárváiból áll. Magukat az ebből készített ételeket is nevezik escamol(es)nak.

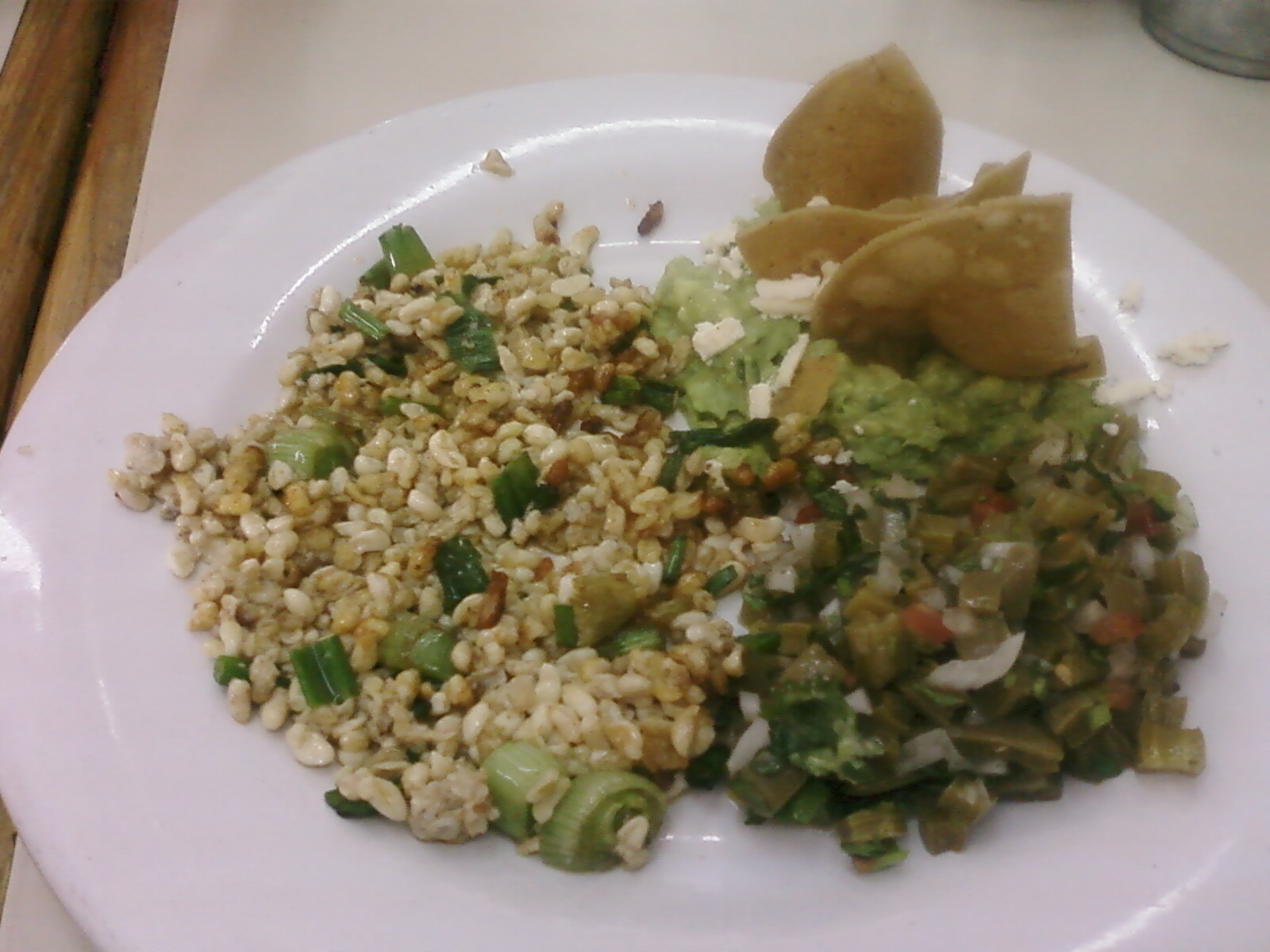
Vajas változat

Az étel neve a navatl nyelvből származik: az azcatl jelentése „hangya”, míg a mol jelentése „kukac, lárva”. A spanyol hódítás előtti Mexikóban a száraz évszak gyakran hozott élelmiszerhiányt, ilyenkor pedig az őslakók a föld alatt kerestek maguknak ennivalót, többek között ezeket a magas tápértékű, magas fehérjetartalmú, a szokásosnál nagyobb méretű hangyalárvákat. Vannak olyan feltételezések is, amely szerint a lárvákat, mint valami különösen értékes, nehezen beszerezhető dolgokat, adományként ajánlottak fel Moctezuma azték uralkodónak.
Az escamolt ma is sokhelyütt kedvelik, főként Guanajuato, Hidalgo, Puebla és Tlaxcala államokban terjedt el, mivel az itteni meleg éghajlat kedvez a hangyáknak. A petéket általában márciusban és áprilisban gyűjtik be, sokszor vadon élő hangyáktól, de vannak olyan farmok is, ahol kifejezetten tenyésztik őket. A hangyák a föld alatt, néhány méter mélységben építik ki „erődítményüket”, legszívesebben ott, ahol fügekaktuszok, borsfák vagy magueyek vannak. Egy ilyen hangyatelep akár 40 évig is termelheti a petéket, és a megfelelő időszakban akár naponta háromszor is begyűjthető a „termény”. A néhány helyütt alkalmazott kizsákmányoló módszer azonban, amely tönkreteszi a hangyák lakóhelyét, a faj megritkulásához vezetett, olyannyira, hogy már közel áll ahhoz, hogy veszélyeztetettnek nyilvánítsák.
Fehérjetartalma igen magas, 40% körüli, ráadásul ezek a fehérjék olyan, ritkább aminosavakat is nagyobb arányban tartalmaznak alkotóelemként, mint például a triptofán, a lizin és a cisztein. Beszerzése nem mindig egyszerű, mert csak bizonyos helyeken árulják. Ára 2014-ben a 800–1000 peso közötti tartományban mozgott.
Íze kissé édeskés, jellegzetes. Többféle készétel készíthető belőle, például sütve vajjal és mirrhafűvel, mixiotéhez, molével vagy tojással is, az utcákon pedig többhelyütt árulják tortillával és citromszelettel is.